# Ludwig Schläfli
 (août 2011).
Si vous disposez d'ouvrages ou d'articles de référence ou si vous connaissez des sites web de qualité traitant du thème abordé ici, merci de compléter l'article en donnant les références utiles à sa vérifiabilité et en les liant à la section « Notes et références ».
Ludwig Schläfli (1814-1895) est un mathématicien suisse  spécialiste en géométrie et en analyse complexe. Il a joué un rôle clé dans le développement de la notion d’espace de dimension quelconque.

## Vie et carrière

### Jeunesse et éducation
Ludwig Schläfli a passé la majeure partie de sa vie en Suisse. Il est né à Grasswyl, ville natale de sa mère. La famille a ensuite déménagé pour la ville proche de Berthoud, où son père était commerçant. Son père voulait que Ludwig fît le même métier que lui, mais il ne semblait pas fait pour le travail pratique.
Par contre, grâce à son don pour les mathématiques, il a pu entrer au gymnasium de Berne en 1829.  Il apprenait alors déjà le calcul différentiel dans le livre Mathematische Anfangsgründe der Analysis des Unendlichen (Fondations mathématiques de l'analyse de l'infini, 1761) d'Abraham Gotthelf Kästner. En 1831, il entre à l'Académie de Berne pour poursuivre ses études. En 1834, l'Académie devient la nouvelle université de Berne, où il commence des études de théologie.

### Enseignement
Après son diplôme en 1836, il est engagé comme enseignant dans une école secondaire à Thoune. Il y reste jusqu'en 1847, passant son temps libre à étudier les mathématiques et la botanique en allant une fois par semaine à l'université de Berne.
Un tournant dans sa vie a lieu en 1843. Schläfli avait l'intention de visiter Berlin et de faire la connaissance de la communauté mathématique de la ville, en particulier de Jakob Steiner, un célèbre mathématicien suisse. Mais, de façon inattendue, Steiner se rend à Berne et ils se rencontrent là. Non seulement Steiner est impressionné par les connaissances mathématiques de Schläfli, mais il est aussi intéressé par sa bonne connaissance du français et de l'italien.
Steiner propose à Schläfli de devenir l'assistant de ses collègues berlinois Jacobi, Dirichlet, Borchardt et de lui-même comme interprète pour un voyage prévu en Italie.
Schläfli les accompagne en Italie et le voyage lui est très bénéfique. Ils y restent plus de six mois, durant lesquels Schläfli traduit même certains de leurs travaux en italien.

### Suite de sa vie
Schläfli entretient une correspondance avec Steiner jusqu'en 1856. Les perspectives qui s'ouvrent à lui l'encouragent à présenter sa candidature pour un poste à l'université de Berne en 1847. Il y est recruté en 1848 et y reste jusqu'à sa retraite en 1891. Il étudie ensuite le sanskrit et traduit le Rig-Véda en allemand, jusqu'à sa mort en 1895.

## Dimensions supérieures
Schläfli est un des trois architectes de la géométrie multi-dimensionnelle avec Arthur Cayley et Bernhard Riemann. Autour de 1850, le concept général d'espace euclidien n'existait pas encore, mais les équations linéaires en n variables étaient bien comprises. Dans les années 1840, William Rowan Hamilton avait développé les quaternions, et John Thomas Graves (de) et Arthur Cayley les octonions. Ces deux systèmes de nombres sont décrits par quatre ou huit nombres réels et suggéraient une interprétation analogue aux coordonnées cartésiennes dans l'espace de dimension trois.
De 1850 à 1852, Schläfli travailla à son œuvre majeure Theorie der vielfachen Kontinuität (Théorie des continuités multiples) dans lequel il initie l'étude de la géométrie linéaire dans l'espace de dimension n. Il définit aussi la sphère de dimension n et calcule son volume. Il a ensuite voulu publier cet ouvrage. Il fut envoyé à l'Académie de Vienne mais fut refusé pour sa trop grande longueur. Il fut envoyé ensuite à Berlin avec le même résultat. Après une longue pause bureaucratique, on demanda  à Schläfli en 1854 d'écrire une version abrégée, mais il ne le fit pas. Steiner essaya alors de l'aider à faire paraître ce travail dans le Journal de Crelle, mais ce fut encore un échec, pour des raisons inconnues. Des parties furent traduites en anglais et publiées par Cayley en 1860. La première publication intégrale a eu lieu en 1901 seulement, à titre posthume.
À la même époque, Riemann a soutenu sa célèbre habilitation Über die Hypothesen welche der Geometrie zu Grunde liegen (Sur les hypothèses qui sous-tendent la géométrie) en 1854 et a présenté le concept de variété de dimension n. Le concept d'espace de dimension élevée commençait à s'épanouir.

## Polytopes
Dans Theorie der Vielfachen Kontinuität, il définit aussi ce qu'il nomme les polyschèmes, aujourd'hui appelé les polytopes, qui sont des analogues en dimensions supérieures des polygones et des polyèdres. Il en fait la théorie et trouve notamment l'analogue de la formule d'Euler. Il détermine les polytopes réguliers, analogues des polygones réguliers et des solides platoniciens. Il y a six polytopes réguliers en dimension 4 et trois dans chaque dimension plus grande que 4. 
Même si Schläfli est assez bien connu de ses collègues, surtout pour ses contributions en analyse complexe, son travail géométrique n'a pas immédiatement retenu l'attention. Au début du XXe siècle, Pieter Hendrik Schoute a commencé à travailler sur les polytopes avec Alicia Boole Stott. Elle a ré-obtenu les résultats de Schläfli sur les polytopes réguliers en dimension quatre avant de prendre connaissance du livre de Schläfli. Plus tard, Willem Abraham Wythoff a étudié les polytopes semi-réguliers et ce travail fut poursuivi notamment par Coxeter et Conway. Il reste beaucoup de problèmes ouverts dans la théorie des polytopes.
Schläfli est aussi célèbre pour la découverte des 27 lignes droites sur la surface cubique générique, qui lui a valu de recevoir le prix Steiner de l’Académie de Berlin (1870).